# Innerste
L'Innerste est une rivière allemande de 99 km de long qui coule dans le land de Basse-Saxe. Elle est un affluent de la Leine et donc un sous-affluent de la Weser.